# WTA-toernooi van Tasjkent
Het WTA-toernooi van Tasjkent is een jaarlijks terugkerend tennistoernooi voor vrouwen dat wordt georganiseerd in de Oezbeekse hoofdstad Tasjkent. De officiële naam van het toernooi is Tashkent Open.
De WTA organiseert het toernooi dat sinds 2009 in de categorie "International" valt en wordt gespeeld op hardcourt-buitenbanen.
De eerste editie werd in 1999 gehouden. De eerste tien jaren viel het toernooi in de categorie "Tier IV".
Voorheen speelden de mannen op dezelfde locatie tussen 1997 en 2002 het ATP-toernooi van Tasjkent.
In 2005 won de Nederlandse Michaëlla Krajicek het enkelspel. In 2019 was de Belgische Alison Van Uytvanck de beste. Finaleplaatsen waren weggelegd voor de Belgische Laurence Courtois (1999) en voor de Nederlandse Seda Noorlander (2001).

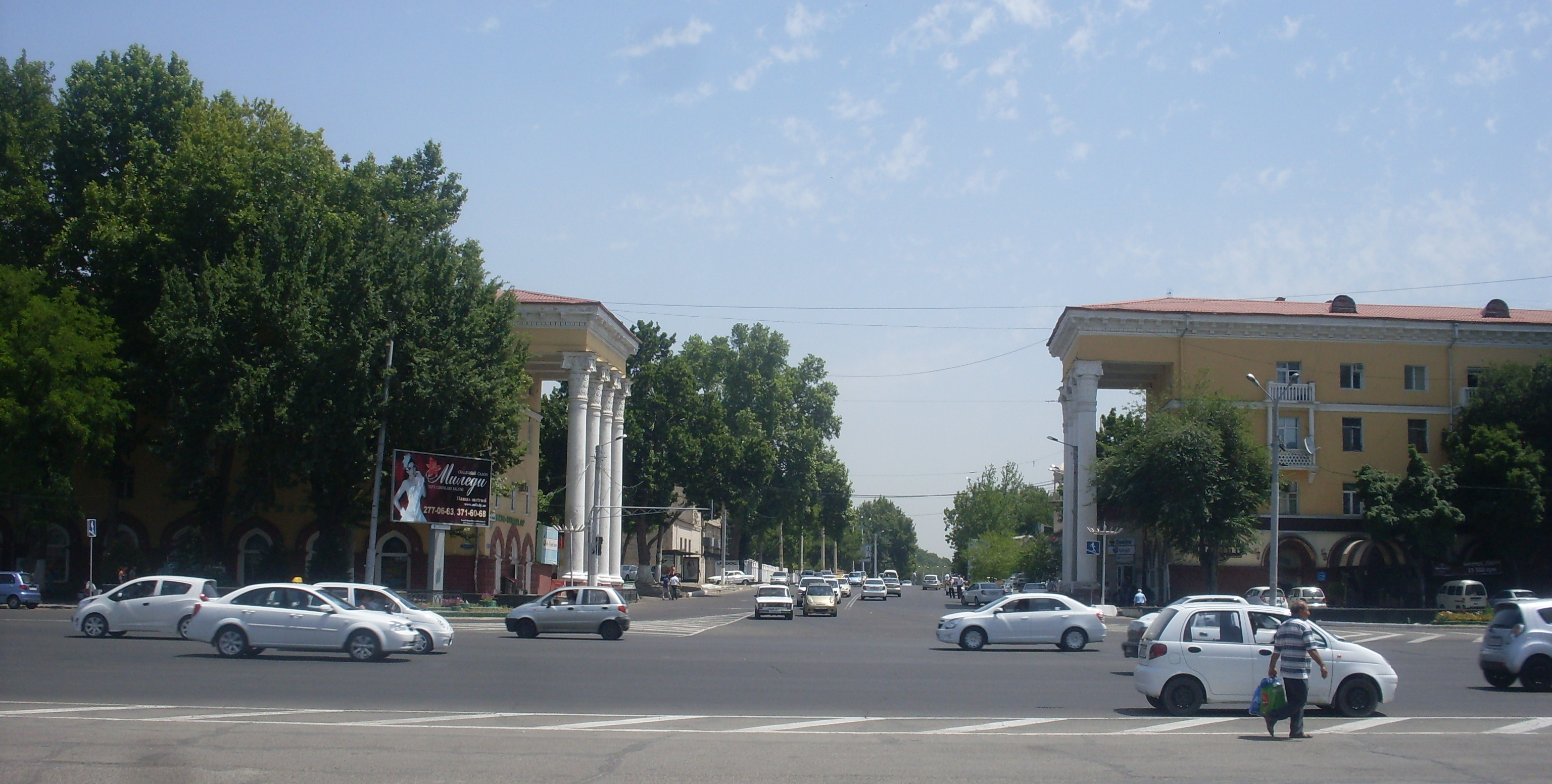
Tasjkent

## Finales

### Enkelspel
| Datum      | Naam          | Cat.          | ($)     | Ondergrond        | Winnares               | Verliezend finaliste | Uitslag       |         |
| ---------- | ------------- | ------------- | ------- | ----------------- | ---------------------- | -------------------- | ------------- | ------- |
| 1999-06-07 | Tashkent Open | Tier IVb      | 112.500 | hardcourt, buiten | Anna Smashnova         | Laurence Courtois    | 6-3, 6-3      | details |
| 2000-06-12 | Tashkent Open | Tier IVa      | 140.000 | hardcourt, buiten | Iroda Tulyaganova      | Francesca Schiavone  | 6-3, 2-6, 6-3 | details |
| 2001-06-11 | Tashkent Open | Tier IV       | 140.000 | hardcourt, buiten | Bianka Lamade          | Seda Noorlander      | 6-3, 2-6, 6-2 | details |
| 2002-06-10 | Tashkent Open | Tier IV       | 140.000 | hardcourt, buiten | Marie-Gaïané Mikaelian | Tatjana Poetsjek     | 6-4, 6-4      | details |
| 2003-10-06 | Tashkent Open | Tier IV       | 140.000 | hardcourt, buiten | Virginia Ruano Pascual | Saori Obata          | 6-2, 7-6      | details |
| 2004-10-11 | Tashkent Open | Tier IV       | 140.000 | hardcourt, buiten | Nicole Vaidišová       | Virginie Razzano     | 5-7, 6-3, 6-2 | details |
| 2005-10-03 | Tashkent Open | Tier IV       | 140.000 | hardcourt, buiten | Michaëlla Krajicek     | Akgul Amanmuradova   | 6-0, 4-6, 6-3 | details |
| 2006-10-02 | Tashkent Open | Tier IV       | 145.000 | hardcourt, buiten | Sun Tiantian           | Iroda Tulyaganova    | 6-2, 6-4      | details |
| 2007-10-01 | Tashkent Open | Tier IV       | 145.000 | hardcourt, buiten | Pauline Parmentier     | Viktoryja Azarenka   | 7-5, 6-2      | details |
| 2008-09-29 | Tashkent Open | Tier IV       | 145.000 | hardcourt, buiten | Sorana Cîrstea         | Sabine Lisicki       | 2-6, 6-4, 7-6 | details |
| 2009-09-21 | Tashkent Open | International | 220.000 | hardcourt, buiten | Shahar Peer            | Akgul Amanmuradova   | 6-3, 6-4      | details |
| 2010-09-20 | Tashkent Open | International | 220.000 | hardcourt, buiten | Alla Koedrjavtseva     | Jelena Vesnina       | 6-4, 6-4      | details |
| 2011-09-12 | Tashkent Open | International | 220.000 | hardcourt, buiten | Ksenija Pervak         | Eva Birnerová        | 6-3, 6-1      | details |
| 2012-09-10 | Tashkent Open | International | 220.000 | hardcourt, buiten | Irina-Camelia Begu     | Donna Vekić          | 6-4, 6-4      | details |
| 2013-09-09 | Tashkent Open | International | 235.000 | hardcourt, buiten | Bojana Jovanovski      | Volha Havartsova     | 4-6, 7-5, 7-6 | details |
| 2014-09-08 | Tashkent Open | International | 250.000 | hardcourt, buiten | Karin Knapp            | Bojana Jovanovski    | 6-2, 7-6      | details |
| 2015-09-28 | Tashkent Open | International | 250.000 | hardcourt, buiten | Nao Hibino             | Donna Vekić          | 6-2, 6-2      | details |
| 2016-09-26 | Tashkent Open | International | 250.000 | hardcourt, buiten | Kristýna Plíšková      | Nao Hibino           | 6-3, 2-6, 6-3 | details |
| 2017-09-25 | Tashkent Open | International | 250.000 | hardcourt, buiten | Kateryna Bondarenko    | Tímea Babos          | 6-4, 6-4      | details |
| 2018-09-24 | Tashkent Open | International | 250.000 | hardcourt, buiten | Margarita Gasparjan    | Anastasija Potapova  | 6-2, 6-1      | details |
| 2019-09-23 | Tashkent Open | International | 250.000 | hardcourt, buiten | Alison Van Uytvanck    | Sorana Cîrstea       | 6-2, 4-6, 6-4 | details |

### Dubbelspel
| Datum      | Naam          | Cat.          | ($)     | Ondergrond        | Winnaressen                                   | Verliezend finalistes                      | Uitslag          |         |
| ---------- | ------------- | ------------- | ------- | ----------------- | --------------------------------------------- | ------------------------------------------ | ---------------- | ------- |
| 1999-06-07 | Tashkent Open | Tier IVb      | 112.500 | hardcourt, buiten | Jevgenia Koelikovskaja Patricia Wartusch      | Eva Bes Gisela Riera                       | 7-6, 6-0         | details |
| 2000-06-12 | Tashkent Open | Tier IVa      | 140.000 | hardcourt, buiten | Li Na Li Ting                                 | Iroda Tulyaganova Hanna Zaporozjanova      | 3-6, 6-2, 6-4    | details |
| 2001-06-11 | Tashkent Open | Tier IV       | 140.000 | hardcourt, buiten | Petra Mandula Patricia Wartusch               | Tetjana Perebyjnis Tatjana Poetsjek        | 6-1, 6-4         | details |
| 2002-06-10 | Tashkent Open | Tier IV       | 140.000 | hardcourt, buiten | Tetjana Perebyjnis Tatjana Poetsjek           | Mia Buric Galina Fokina                    | 7-5, 6-2         | details |
| 2003-10-06 | Tashkent Open | Tier IV       | 140.000 | hardcourt, buiten | Joelija Bejhelzymer Tatjana Poetsjek          | Li Ting Sun Tiantian                       | 6-3, 7-6         | details |
| 2004-10-11 | Tashkent Open | Tier IV       | 140.000 | hardcourt, buiten | Adriana Serra Zanetti Antonella Serra Zanetti | Marion Bartoli Mara Santangelo             | 1-6, 6-3, 6-4    | details |
| 2005-10-03 | Tashkent Open | Tier IV       | 140.000 | hardcourt, buiten | Maria Elena Camerin Émilie Loit               | Anastasia Rodionova Galina Voskobojeva     | 6-3, 6-0         | details |
| 2006-10-02 | Tashkent Open | Tier IV       | 145.000 | hardcourt, buiten | Viktoryja Azarenka Tatjana Poetsjek           | Maria Elena Camerin Emmanuelle Gagliardi   | walk-over        | details |
| 2007-10-01 | Tashkent Open | Tier IV       | 145.000 | hardcourt, buiten | Katsjarina Dzehalevitsj Anastasija Jakimava   | Tatjana Poetsjek Anastasia Rodionova       | 2-6, 6-4, [10-7] | details |
| 2008-09-29 | Tashkent Open | Tier IV       | 145.000 | hardcourt, buiten | Ioana Raluca Olaru Olha Savtsjoek             | Nina Brattsjikova Kathrin Wörle            | 5-7, 7-5, [10-7] | details |
| 2009-09-21 | Tashkent Open | International | 220.000 | hardcourt, buiten | Volha Havartsova Tatjana Poetsjek             | Vitalia Djatsjenko Katsjarina Dzehalevitsj | 6-2, 6-7, [10-8] | details |
| 2010-09-20 | Tashkent Open | International | 220.000 | hardcourt, buiten | Aleksandra Panova Tatjana Poetsjek            | Alexandra Dulgheru Magdaléna Rybáriková    | 6-3, 6-4         | details |
| 2011-09-12 | Tashkent Open | International | 220.000 | hardcourt, buiten | Eléni Daniilídou Vitalia Djatsjenko           | Ljoedmyla Kitsjenok Nadija Kitsjenok       | 6-4, 6-3         | details |
| 2012-09-10 | Tashkent Open | International | 220.000 | hardcourt, buiten | Paula Kania Palina Pechava                    | Anna Tsjakvetadze Vesna Dolonts            | 6-2, 0-0, opg.   | details |
| 2013-09-09 | Tashkent Open | International | 235.000 | hardcourt, buiten | Tímea Babos Jaroslava Sjvedova                | Volha Havartsova Mandy Minella             | 6-3, 6-3         | details |
| 2014-09-08 | Tashkent Open | International | 250.000 | hardcourt, buiten | Aleksandra Krunić Kateřina Siniaková          | Margarita Gasparjan Aleksandra Panova      | 6-2, 6-1         | details |
| 2015-09-28 | Tashkent Open | International | 250.000 | hardcourt, buiten | Margarita Gasparjan Aleksandra Panova         | Vera Doesjevina Kateřina Siniaková         | 6-1, 3-6, [10-3] | details |
| 2016-09-26 | Tashkent Open | International | 250.000 | hardcourt, buiten | Raluca Olaru İpek Soylu                       | Demi Schuurs Renata Voráčová               | 7-5, 6-3         | details |
| 2017-09-25 | Tashkent Open | International | 250.000 | hardcourt, buiten | Tímea Babos Andrea Hlaváčková                 | Nao Hibino Oksana Kalasjnikova             | 7-5, 6-4         | details |
| 2018-09-24 | Tashkent Open | International | 250.000 | hardcourt, buiten | Olga Danilović Tamara Zidanšek                | Irina-Camelia Begu Raluca Olaru            | 7-5, 6-3         | details |
| 2019-09-23 | Tashkent Open | International | 250.000 | hardcourt, buiten | Hayley Carter Luisa Stefani                   | Dalila Jakupović Sabrina Santamaria        | 6-3, 7-6         | details |